# NiceOne Barcelona
NiceOne Barcelona (N1B), anteriorment coneguda com a Barcelona Games World (BGW), és una fira de videojocs i e-Sports que se celebra actualment al pavelló 2 del recinte de Gran Via de Barcelona. L'organitza Fira Barcelona des de 2018 y anteriorment AEVI (Asociación Española de Videojuegos) en substitució del Madrid Games Week, organitzada també per AEVI.
El certamen amplia, des de la seva darrera edició, la seva oferta al mobile gaming i compta amb la presència de les marques principals de videojocs. S'acullen competicions de e-Sports i té un paper clau com a cita pels professionals del sector.

## Història
Originalment, la fira de videojocs i e-sports era coneguda com a Barcelona Games World. Als anys 2016 (121.980 assistents) i 2017 (135.000 assistents), l'esdeveniment es va dur a terme en el recinte de Fira Barcelona situat en Plaça Espanya i no va ser fins a 2018 (138.00 assistents) que es va traslladar al recinte Gran Via.
És a 2019 quan el saló de videojocs es transforma en NiceOne Barcelona (N1B). Segons els directius de l'empresa, el nou nom reflecteix com l'esdeveniment s'obre a nous àmbits del món de l'entreteniment digital, incorpora nous sectors a la seva oferta(mobile gaming, realitat virtual...) i consolida el model experiencial. El canvi de nom de la marca fa referència a una expressió popular dins de la comunitat gamer que s'utilitza durant les partides (nice one en anglès, que significa bona jugada) i que a la vegada forma un acrònim amb els eixos fonamentals del nou esdeveniment: Networking, Innovation, Conferences i Entertainment.
El director de NiceOne Barcelona, Josep Antoni Llopart, ha assegurat que "es tracta d'una aposta estratègica per a consolidar l'esdeveniment i ampliar-lo a altres àmbits de la indústria de l'entreteniment digital. Els patrons de consum dels joves i els nadius digitals han canviat i creiem que el futur passa per oferir al públic un espai d'experiències transmèdia". En aquest sentit, ha afegit que "hem conversat amb molts dels actuals expositors i altres empreses del sector i la resposta a la nova proposta de valor ha estat extraordinària, el que ens ha animat a apostar ja en 2019 pel canvi de format amb l'objectiu de consolidar-lo en 2020".
Josep Antoni Llopart parla també sobre els canvis en els hàbits culturals ja que és considerat que qui juga a videojocs també consumeix sèries, i viceversa i l'objectiu és poder oferir al públic espais amb experiències transmèdia i on es vegin reflectida aquesta evolució.

## e-Sports
Els e-Sports són competicions de videojocs que s'han convertit en esdeveniments de gran popularitat. En general els esports electrònics són competicions de videojocs multijugador, particularment entre jugadors professionals. NiceOne Barcelona (N1B) compta amb un ampli ventall d'activitats i esdeveniments dins de la fira i entre ells es troben diverses competicions d'esports electrònics.
En la fira es poden gaudir presencialment diverses competicions tant amateurs com professionals. En a l'àmbit amateur, tenen lloc les Orange Cups, un circuit de copes que es juguen de manera online en ArenaGG i que conclouen en una Gran Final a la NiceOne Barcelona. En aquesta competició els quatre jocs amb els quals es pot participar són League of Legends (PC), Clash Royale (mòbil), Counter-Strike: Global Offensive (PC) i Fortnite (PC, Mòbil, PS4, XBOX One).
Els videojocs de mòbil també tenen cabuda en aquesta fira de videojocs, cada vegada es desenvolupen jocs més complets i desenvolupats i degut a la fàcil accessibilitat que té l'usuari per a poder jugar-los(no es necessita una consola o un ordinador), s'han convertit en un sector en auge. Es tracta del Barcelona Mobile Challenge, un torneig organitzat també per ArenaGG, una competició dedicada al Mobile Gaming que abasta dos jocs: Brawl Stars i Call of Duty Mobile. Durant els 4 díes que dura l'esdeveniment, tots els aspirants podran inscriure's en els tornejos presencials que es faran de cada joc i intentar obtenir els premis per als dos millors jugadors de la fase final.
Respecte a les competicions de League of Legends trobem el Circuit Tempesta i la Iberian Cup, tots dos tornejos organitzats per la Lliga de Videojocs Professional (LVP):
- El Circuito Tormenta és la competició amateur oficial de Riot Games a Espanya en la qual més de 1.500 equips lluiten per arribar a la Gran Final.
- La Iberian Cup[Enllaç no actiu] és la competició que tanca l'any competitiu de League of Legends. Aquest torneig enfronta als millors equips de la península i al seu torn atorga una oportunitat als equips amateur de poder jugar contra equips amb més rang i nivell. D'aquesta forma, 16 equips disputen la Iberian Cup: els deu clubs pertanyents a la Superliga Orange, els quatre millors de la Lliga Portuguesa de League of Legends (LPLoL) i els dos millors dels classificatoris amateur (ArenaGG i Circuito Tormenta). Després d'una fase de grups que només vuit superaran, els quatre millors equips disputaran la fase final de manera presencial en NiceOne Barcelona.

## Activitats
A NiceOne Barcelona es poden gaudir de tota mena d'activitats relacionades amb el món del videojoc i multimèdia incloent botigues de marxandatge i foodtrucks. És possible provar les novetats de la indústria del videojoc, incloent la realitat augmentada (RV), per la qual han volgut apostar especialment en el lliurament de 2019 així com participar en fuita rooms i passatges del terror.

### Realitat virtual
Malgrat la realitat virtual ja fa anys que té presencia en la indústria de l'oci digital, no ha estat fins al llançament de la PlayStation VR que la tecnologia s'ha popularitzat. En la tercera edició del Barcelona Games World es dediquen fins a vuit àrees diferenciades, amb un total de 1.500 metres quadrats, a les experiències immersives.
D'aquesta manera, els usuaris habituals dels videojocs tenen l'oportunitat de fer un pas més i viure'ls d'una manera més intensa i diferent. La fira també alça mires, literalment, amb una plataforma a 50 metres d'alçària per jugar a videojocs amb una perspectiva de vertigen.

### Competicions
Les més importants són les dels videojocs League of Legends, Fortnite, Clash Royale, Arena of Valor i Hearthstone. S'organitzen lliguetes i es culmina amb una final que atrau milers d'espectadors. Les competicions de videojocs es retransmeten en viu a través de pantalles de grans dimensions i amb audiències que superen les 300.000 persones.
El públic, majoritàriament infants i adolescents, estan pendents de les competicions alhora que tenen ganes de descobrir novetats en la realitat virtual.

### Videojocs per a mòbils
En la darrera edició, per primera vegada, el saló, en col·laboració amb el Mobile World Capital Barcelona, explora els videojocs per a mòbils. L'objectiu és consolidar un dels segments amb major creixement i progrés en els últims anys. Com a novetat, s'han afegit tornejos com la Iberina Cup, la Barcelona Mobile Challenge i el Circuito Tormenta, que inclouen competicions com el Fortnite i el Clash Royale.

### Videojocs comercials Vs. independents

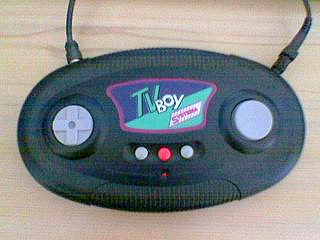
Un exemple de les màquines antigues que s'exposen a la fira

Els assistents a la fira poden estrenar nous videojocs com Resident Evil 2, que sortirà al mercat l'any 2019 o l'última entrega de Super Mario Party. Però també s'ofereix la possibilitat de descobrir videojocs fets a Catalunya i Espanya, on la indústria va arribar a facturar uns 617 milions d'euros el 2017 segons el Llibre Blancs. El BGW dedica una zona anomenada indie on s'impulsen empreses emergents i es dona visibilitat a 60 projectes d'empreses efímeres nacionals.

### RetroBarcelona
Per als aficionats més nostàlgics, la fira inclou un espai de 5.000 metres quadrats amb més de 250 consoles, màquines recreatives vintage i ordinadors clàssics que arrodoneixen l'experiència del Barcelona Games World. A més, s'hi fan conferències per als assistents de grans noms del panorama internacional dels videojocs.

## Formació
NiceOne Barcelona ofereix un espai on les diferents universitats que imparteixen estudis relacionats amb els videojocs i l'entreteniment digital donen a conèixer la seva oferta educativa en stands situats en un dels pavellons del recinte, on proporcionen assessorament estudiantil i informació sobre les sortides professionals. Entre els centres participants es troben la UPF, la UOC, la Salle, la Enti-UB, Idem Barcelona, FX Animation, Escola Joso, Seeway i Epitech.
A part d'obtenir informació, també és possible assistir a tallers i sessions que es realitzen durant tots els dies del saló. Aquestes sessions abasten diverses temàtiques relacionades amb l'art i els videojocs, com per exemple la creació de la portada d'un videojoc o el disseny mitjançant realitat virtual, així com eines de modelatge, programació o animació en 2D i 3D, entre d'altres.

## Edicions
| Any  | Dates                           | Lloc                                                                  | Assistència |
| ---- | ------------------------------- | --------------------------------------------------------------------- | ----------- |
| 2016 | 6 d'octubre al 9 d'octubre      | Fira de Barcelona Palaus 1-2-3-5 i Plaça Univers (Barcelona)          | 121.980     |
| 2017 | 5 d'octubre al 8 d'octubre      | Fira de Barcelona Palaus 1-2-3-5 i Plaça Univers (Barcelona)          | 135.000     |
| 2018 | 29 de novembre al 2 de desembre | Fira de Barcelona Pavellons 1-2 del recinte de Gran Via (Barcelona)   | 138.000     |
| 2019 | 28 de novembre al 1 de desembre | Fira de Barcelona Pavellons 4-5-6 del recinte de Gran Via (Barcelona) | 124.000     |